# Школьная (гарнитура)
Шко́льная, или SchoolBook, — гарнитура, созданная в 1961 году под руководством дизайнера Елены Николаевны Царегородцевой в Отделе наборных шрифтов НИИ Полиграфического машиностроения на основании рисунков шрифта 1939 года. Прародителем Школьной является гарнитура Century Schoolbook, разработанная фирмой American Type Founders в 1918 году и основанная на семействе шрифтов Century.

## Краткая история
Первая версия Школьной, созданная в 1939 году под руководством дизайнера Евгения Черниевского, в 1950-х годах активно перерабатывалась для разных способов набора. Ввиду небольшого количества шрифтов, доступных тогда, эта гарнитура широко использовалась наряду с остальными немногочисленными шрифтовыми системами.
В 1958 году на основе первых вариантов Школьной Еленой Царегородцевой была создана гротескная гарнитура Букварная (TextBook) для набора изданий, адресованных малышам и детям дошкольного и младшего школьного возрастов, — главным образом букварей, учебников начальной школы. Рисунки большинства символов Букварной повторяют рисунки Школьной, особенно это заметно на примере характерных изгибов ветвей букв Ж, ж и К, к.
Изначально предназначавшаяся для набора учебников, гарнитура Школьная обрела популярность и поэтому стала использоваться гораздо шире, нежели предполагали дизайнеры. Издания, набранные этой гарнитурой, адресованы широкому кругу читателей — от детей дошкольного возраста до студентов высших учебных заведений. Ею набирают книжные и журнальные издания, буквари, учебники, художественную и академическую литературу, энциклопедии, реже — книги по искусству, акциденцию.
С 2005 года цифровую версию гарнитуры, под названием SchoolBook, распространяет фирма «Паратайп».

## Особенности Школьной

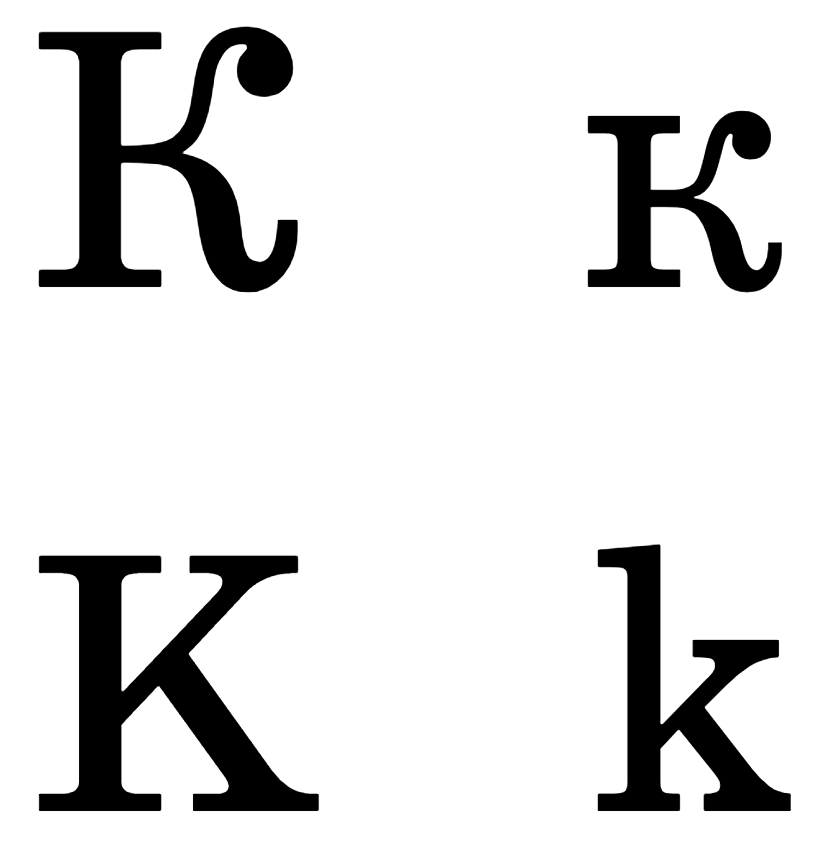
Буквы кириллические К, к и латинские K, k

Школьная гарнитура представляет собой одноширинный статичный малоконтрастный шрифт с брусковыми засечками, скруглёнными в местах присоединения к основным штрихам. Она обладает широкими пропорциями, достаточной насыщенностью и закрытой формой знаков. Очко строчных символов крупное, в пределах естественных пропорций по отношению к прописным. Курсив Школьной весьма широк и почти не отличается по ширине от прямого начертания. Кириллические буквы К, к имеют изогнутые ветви с каплями на верхнем конце, что отличает их от латинских, имеющих прямые ветви.

## Версии гарнитуры
Существует несколько версий Школьной гарнитуры:
- SchoolBook — оригинальная,
- SchoolBookC,
- SchoolBookCSanPin — версия, разработанная с учётом требований российских Санитарно-эпидемиологических правил и гигиенических нормативов.

## Варианты начертаний
Школьная гарнитура изначально включала в себя четыре начертания:
- нормальное прямое светлое,
- нормальное курсивное светлое,
- нормальное прямое полужирное,
- нормальное курсивное полужирное.

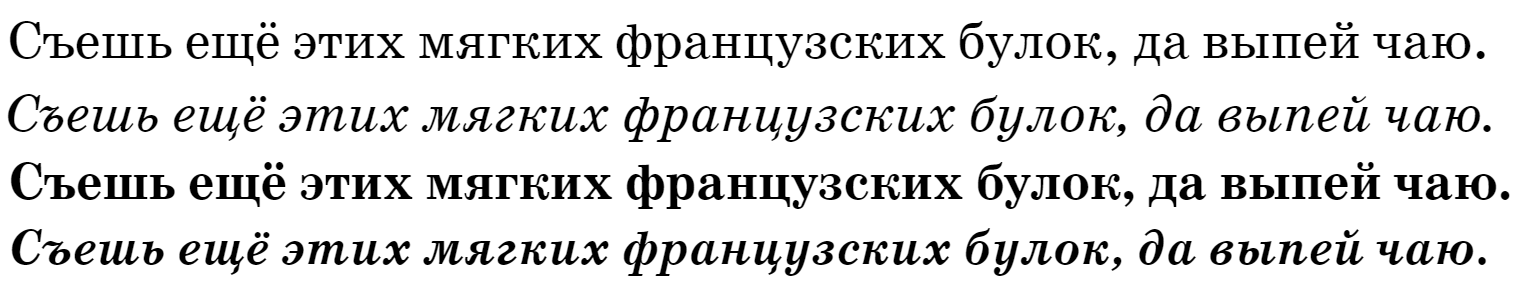
Нормальные начертания

В 2005 году фирмой «Паратайп» были добавлены два других начертания:
- узкое прямое светлое,
- узкое прямое полужирное,

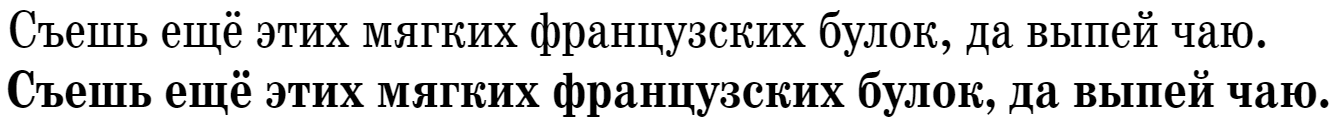
Узкие начертания

а также подготовлена цифровая версия всей гарнитуры.